# Nathan Cohen (Ruderer)

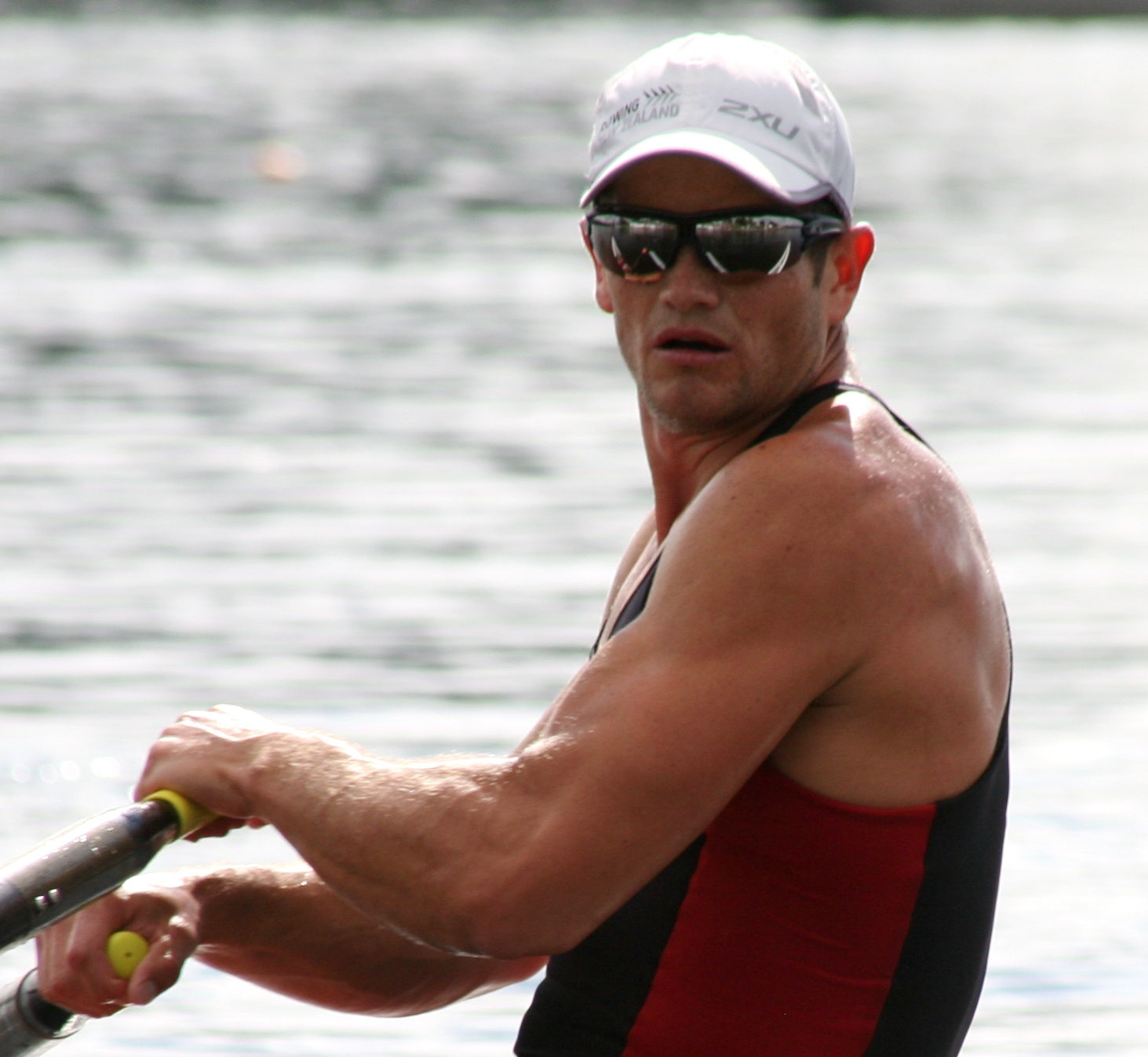
Nathan Cohen 2012

Nathan Cohen MNZM (* 2. Januar 1986 in Christchurch) ist ein neuseeländischer Ruderer, der 2010 und 2011 den Weltmeistertitel im Doppelzweier gewann.
Cohen belegte bei den Junioren-Weltmeisterschaften 2003 den zweiten Platz im Einer hinter dem Russen Alexander Kornilow; 2004 wiederholte er seinen zweiten Platz, dieses Mal hinter dem Rumänen Daniel Frateanu. 2006 gewann er seine dritte Silbermedaille im Einer, als er bei den U23-Weltmeisterschaften dem deutschen Karsten Brodowski unterlag.
2007 startete Cohen erstmals im Weltcup. Zuerst bildete er einen Doppelzweier mit Joseph Sullivan, dann mit Matthew Trott, mit dem er bei den Ruder-Weltmeisterschaften 2007 in München den sechsten Platz belegte. 2008 wechselte Rob Waddell zu ihm ins Boot, die beiden siegten bei den Weltcupregatten in Luzern und Posen. Bei den Olympischen Spielen 2008 in Peking verpassten die beiden als Vierte knapp einen Medaillenrang. 2009 kehrte Matthew Trott zurück ins Boot, dieses Duo erreichte den vierten Platz bei den Ruder-Weltmeisterschaften 2009. 2010 bildeten dann wieder Joseph Sullivan und Nathan Cohen den neuseeländischen Doppelzweier, nach einem siebten Platz beim Weltcup in München und einem dritten Platz in Luzern gewannen die beiden den Titel bei den Ruder-Weltmeisterschaften 2010 auf dem Lake Karapiro auf der Nordinsel Neuseelands. Dass Sullivan und Cohen nicht nur vor heimischem Publikum erfolgreich waren, zeigten sie 2011 mit Weltcupsiegen in Hamburg und Luzern, sowie der erfolgreichen Titelverteidigung bei den Ruder-Weltmeisterschaften 2011 in Bled. Bei den Olympischen Spielen 2012 in London erruderten Cohen und Sullivan die Goldmedaille vor dem italienischen Zweier.